# Cap-Pelé
Cap-Pelé ist ein Dorf (Village) im Westmorland County in der kanadischen Provinz New Brunswick mit 2425 Einwohnern. 2011 betrug die Einwohnerzahl 2256.

## Geografie
Cap-Pelé liegt am Südufer der Northumberlandstraße. Shediac befindet sich in einer Entfernung von 20 Kilometern im Westen. Die Verbindungsstraßen New Brunswick Route 15, New Brunswick Route 133, New Brunswick Route 945 und New Brunswick Route 950 verlaufen durch den Ort. Die Confederation Bridge mit der Verbindung zur Provinz Prince Edward Island ist rund 35 Kilometer in östlicher Richtung entfernt.

## Geschichte
Die Ureinwohner der Gegend waren Mi'kmaqindianer. Im Jahr 1780 ließen sich Akadier auf einer kleinen Landspitze an der Northumberlandstraße nieder. Aufgrund der kargen und kahlen (englisch: bald) Umgebung am Kap nannten die Einwohner den Ort zunächst Cape Bald. Da die Bewohner jedoch zu über 80 % Französisch sprachen, wurde nach einer Bürgerinitiative der Name ins Französische übersetzt und demzufolge in Cap-Pelé umbenannt. Aufgrund der Lage am Wasser wurde die Fischereiwirtschaft die Hauptlebensgrundlage der Einwohner. In erster Linie werden Heringe, Jakobsmuscheln (scallop) und Hummer gefangen. Zur Weiterverarbeitung gibt es im Ort drei Seafoodverarbeitungsanlagen. Saisonal werden auch bis zu 30 Fischräucherstationen betrieben, die bei Touristen sehr beliebt sind und lokal Boucannières genannt werden.

## Söhne und Töchter der Stadt
- Valéry Vienneau, Erzbischof